# Sypna nocturna
Sypna nocturna är en fjärilsart som beskrevs av Warren. Sypna nocturna ingår i släktet Sypna och familjen nattflyn. Inga underarter finns listade i Catalogue of Life.